# Проглед
Проглед е село в Южна България. То се намира в община Чепеларе, област Смолян.

## География
Село Проглед се намира в сърцето на Родопите. Селото отстои на 6 км от Чепеларе и на 4 км от ски-курорта Пампорово. Проглед е разположено върху обширни поляни на десния бряг на река Чепеларска и е оградено отвсякъде с ниско било и гъсти смърчови гори. Само 500 м го отделят от главния път Пловдив – Смолян. През лятото грее много слънце и е приятно за кратки преходи из околностите на селото. През зимата то е защитено от ветровете и въпреки дълбокия сняг, селото е винаги достъпно. В горите наоколо растат много билки, горски ягоди, малини, гъби, боровинки.

## История
Селото е създадено около 1894 г. от преселници от съседното Соколовци (до 1934 г. Долно Дерекьой), което тогава се намирало в Османската империя (границата е минавала през прохода Рожен). За основатели се смятат поп Васил Тодоров, Тодор Станчев и други.
Интересен факт е, че преселниците правят „завера“ – всеки, който се откаже да премине в освободените български земи, губи имотите си в полза на останалите от заверата.
Събитията стават по времето на управлението на Стамболов и за да стане по-лесно работата по основаване на селото, имало идея новото село да е на името на министър-председателя.

## Религии
В селото живеят само българи от етнографската група рупци. Религията, която изповядват, е православно християнство. За нуждите на селото през 1921 г. е построена цъквата „Св. Пантелеймон“. Около селото има параклиси: „Св. Илия“, „Св. Марина“, „Св. Пантелеймон“, „Св. Троица“, „Св. Кирик и Юлита“, „Св. Георги“.

## Културни и природни забележителности
Ливади и вековни смърчови гори. Могат да се срещнат сърни почти в самото село. От билото над селото се разкрива гледка към връх Снежанка и към Роженската обсерватория. Край селото има естествено местообитание на ендемичния вид родопски крем.
Малко известно е, че частта от Пампорово, попадаща в Чепеларе е в землище на с. Проглед. По стар път на излизане от селото може да се продължи пеш и през „Гатера“ да се стигне до центъра на курорта, като така се избягва натовареният асфалтов път.
В землището на селото е и изворът на р. Чая (която продължава като Чепеларска и Асеновградска река).

## Редовни събития
По традиция всяка година в последната събота на месец юли се състои родова среща-събор, която през деня се провежда на ливада (местност „Тузлата“) в близост до селото, която е изключително живописна, с това че цялата е обградена с вековна гора. Вечер празненството се пренася на хорището на селото.
Преходът от селото през билото над него до махалата Караманица.

## Личности
- Дичо Петров (1919 – 1944), български партизанин
- Илия Н. Гайдаров, македоно-одрински опълченец, 28-годишен, бакалин, средно образование, четата на Никола Андреев, 2 рота на 14 воденска дружина, убит на 8 юли 1913 година[2]